# 5ドル紙幣 (オーストラリア)
オーストラリア5ドル紙幣（オーストラリア5ドルしへい、$5）は、現在流通しているオーストラリア準備銀行券の一つ。1966年2月に登場した。表面には「女王エリザベス2世」の肖像が、裏面には「キャンベラ国会議事堂」の図案がデザインされている。現在発行されているオーストラリアの紙幣の中で額面が最も小さい。

## 参考
1. ↑  http://www.rba.gov.au/banknotes/collecting/serial-info/index.html

- Ian W. Pitt, ed (2000年). Renniks Australian Coin and Banknote Values (19 ed.). Chippendale, N.S.W.: Renniks Publications. pp. 171–172. ISBN 0-9585574-4-6